# Kunratice u Cvikova
Kunratice u Cvikova è un comune della Repubblica Ceca facente parte del distretto di Česká Lípa, nella regione di Liberec.